# 단바바시역
단바바시역(일본어: 丹波橋駅)은 일본 교토부 교토시 후시미구에 위치한 게이한 전기철도 게이한 본선의 역이다. 역 번호는 KH30이다.

## 역사
- 1910년 6월 20일: 게이한 본선의 후시미(현, 후시미모모야마) ~ 스미조메 동안 모모야마역으로 영업 개시.
- 1913년 7월 29일: 단바바시역으로 역명 변경.
- 1943년 10월 1일: 회사 합병으로 게이한신 급행전철(현, 한큐 전철)의 역이 됨.
- 1944년
  - 7월 16일: 급행 정차역이 됨.
  - 8월 16일: 나라 전기철도(현, 긴테쓰 교토 선)와의 연결선 공사 착공[1].
- 1945년 12월 21일: 나라 전기철도와 공동역으로 상호 연결 운행 개시.
- 1949년 12월 1일: 회사 분리에 의한 게이한 전기철도의 역이 됨.
- 1967년 3월 29일: 남쪽 출입구의 교상역사화 및 긴테쓰의 구 호리우치 역 자리에 설치한 전용 승강장(현, 긴테쓰탄바바시 역)과의 연결 통로 사용 개시[2].
- 1968년 12월 20일: 긴테쓰 교토 선과의 상호 연계 폐지와 동시에 긴테쓰 전용 승강장은 긴키 닛폰 단바바시 역으로 분리됨[3].
- 1972년 3월 22일: 남쪽 출입구 역사에서 서쪽으로 나가는 출입구를 추가.
- 1987년 3월 10일: 8량 연결에 대응하기 위해 구내 건널목을 폐지하고 플랫폼 연장, 북쪽 출입구 개찰구 지하화.
- 1988년
  - 8월 1일: "게이한탄바바시 히가시 빌딩" 오픈.
  - 9월 9일: "게이한탄바바시 니시 빌딩" 오픈.
- 1991년 7월 1일: 상하행 선의 각 플랫폼 대합실에 냉방화 사용 개시[4].
- 1996년 12월 21일: 미나미구치 교상역에 장애자 대응의 다목적 화장실 설치.
- 1997년
  - 1월 19일: 역 사무소가 교상역사로 이전.
  - 1월 21일: 교상역사와 승강장 사이에 상하 에스컬레이터 4기 설치 사용 개시.
  - 3월 31일: 교상역사와 승강장 사이에 엘리베이터 2기 설치, 역사 확장 공사 준공.
  - 8월 25일: 개찰 내 서점 "북스 K" 개업[5].
  - 9월 1일: 대합실 확장 공사 준공[6].
- 1998년 7월 15일 역 구내에 게이한 신용 금고(현, 교토 중앙 신용 금고)의 ATM설치, 사용 개시[7].
- 2000년 7월 1일: 특급 종일 정차역이 된다.
- 2004년 6월 30일: 역 구내에 교토 은행의 ATM설치[8].
- 2007년
  - 3월 9일: 교상역사에 "게이한 인포 스테이션" 신설[9].
  - 7월 9일: 자동 정기 승차권 발행기의 도입으로 인하여 정기권 매장 폐지[10].
- 2009년 4월: 역 북서쪽의 긴테쓰와의 연결선 자리에 기계식 자전거 창고(유료) 신설[11].
- 2010년 9월 24일: 교상역의 구내 매장의 리뉴얼 공사 준공 개장[12].
- 2016년 3월 15일: 사고 정보 등을 실시간으로 알리는 "여객 안내 장치" 설치.

## 역 구조
섬식 승강장 2면 4선의 구조이고 대피 가능역이다. 북쪽 출입구는 지하 역사이다. 남쪽 출입구는 교상 역사이며, 모든 플랫폼에 에스컬레이터, 엘리베이터, 출입구에는 엘리베이터가 설치되어 있다. 긴테쓰 교토 선의 긴테쓰탄바바시 역과는 남쪽 출입구와 연결 통로에서 이어지고 환승 가능하다. 북쪽 출입구는 이전에 지상 역사에서 승강장과 구내 건널목에서 연결되어 있었다.

### 승강장
| 번호 | 노선          | 방향 | 행선                                                         |
| ---- | ------------- | ---- | ------------------------------------------------------------ |
| 1・2 | ■ 게이한 본선 | 상행 | 산조・데마치야나기 방면                                      |
| 3・4 | ■ 게이한 본선 | 하행 | 주쇼지마・히라카타시・교바시・요도야바시・나카노시마 선 방면 |

- 내측 2선(2,3번 선)이 주로 본선, 외측 2선(1,4번 선)이 대피선이다. 대피선에 분기가 어렵고 우등 열차로 연결되는 완행 열차가 큰 소리로 삐걱거리면서 천천히 발차하는 모습이 보인다. 거의, 종일 동안 우등 열차(특급, 쾌속 급행 등)와 완행 열차(준급, 보통 등)가 완급 접속을 실시한다.
- 발차 멜로디가 도입되어 있다.
- 자동 개찰기는, 오무론제가 설치되어 있다. 모두 PiTaPa・ICOCA대응 가능하다.

## 이용 현황
| 연도   | 하차 인원 | 승차 인원 |
| ------ | --------- | --------- |
| 2007년 | 57,548    | 28,175    |
| 2008년 | 56,134    | 28,184    |
| 2009년 | 54,307    | 27,260    |
| 2010년 | 53,466    | 26,942    |
| 2011년 | 52,499    | 25,948    |
| 2012년 | 52,489    | 26,581    |
| 2013년 | 50,403    | 26,315    |
| 2014년 | 50,722    | 26,466    |
| 2015년 | 53,359    | 27,358    |

## 역 주변
- 후시미성
- 간무 천황의 무덤
- 교토 시립 후시미이타바시 초등학교
- 국도 제24호선
- 교토 교육 대학 부속 유치원
- 교토 교육 대학 부속 모모야마 초등학교
- 교토 교육 대학 부속 모모야마 중학교
- 교토 부립 모모야마 고등학교
- 후시미 교마치키타 우체국
- 교토 거실 에프엠

## 사진

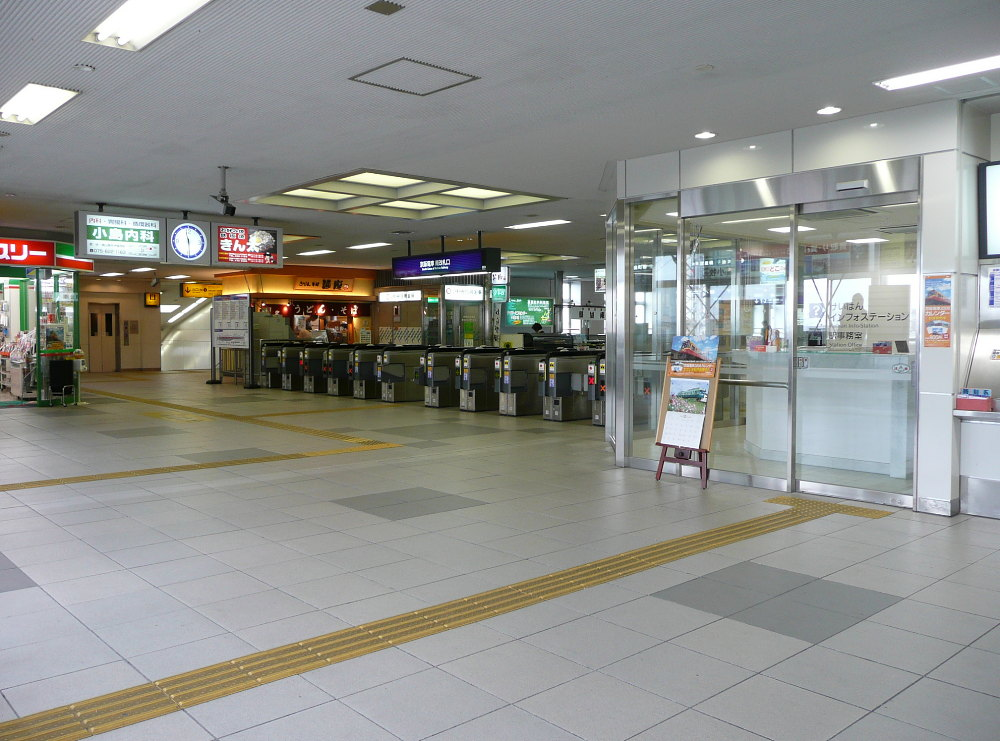
남쪽 출입구
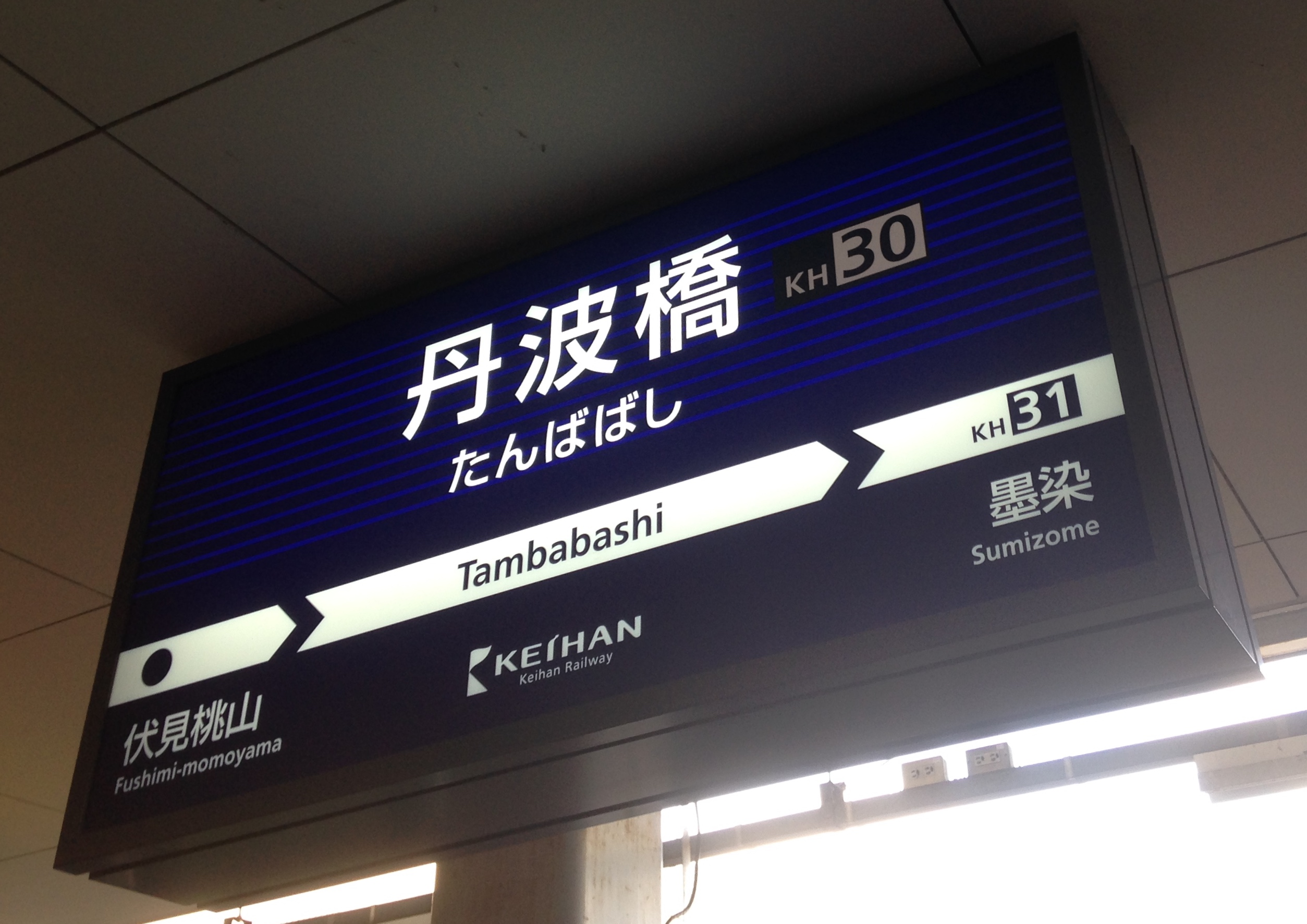
역명판

## 인접역
| 게이한 전기철도 ■ 게이한 본선       | 게이한 전기철도 ■ 게이한 본선                   | 게이한 전기철도 ■ 게이한 본선       |
| ----------------------------------- | ----------------------------------------------- | ----------------------------------- |
| KH28 주쇼지마 요도야바시 방면       | ■ 특급 ■ 통근 쾌속 (평일 하행 운전) ■ 쾌속 급행 | 시치조 KH37 데마치야나기 방면       |
| KH28 주쇼지마 요도야바시 방면       | ■ 급행                                          | 후시미이나리 KH34 데마치야나기 방면 |
| KH29 후시미모모야마 요도야바시 방면 | ■ 통근 준특급 (평일 하행 운전) ■ 준특급 ■ 보통  | 스미조메 KH31 데마치야나기 방면     |